# Горсу Юстас Санлі
Горсу Юстас Санлі (тур. Göksu Üçtaş Şanlı, нар. 30 серпня 1990, Шахинбей) — турецька гімнастка. Срібна призерка чемпіонату Європи у вільних вправах. Перша в історії Туреччини учасниця Олімпійських ігор (2012).

## Біографія
Одружена. 2015 року народила доньку Ліну.

## Спортивна кар'єра

#### 2012
Вперше в історії Туреччини брала участь в Олімпійських ігор 2012. Через травму ліктя мала можливість виконувати лиш вправу на колоді, де в кваліфікаційному раунді продемонструвала 77 результат.
Після Олімпійських ігор взяла чотирирічну паузу в кар'єрі, протягом якої змогла відновитись після усіх травм, вийти заміж, народити доньку.

#### 2016
Відновила спортивну кар'єру.
На кубку виклику в Мерсіні, Туреччина, здобула перемогу у вільних вправах.

#### 2017
Через травму змушена була пропустити чемпіонат світу.

#### 2019
На чемпіонаті світу 2019 року в Штутгарті, Німеччина, в кваліфікації продемонструвала 76 місце в багатоборстві, чого не вистачило для отримання особистої ліцензії в багатоборстві на Олімпійські ігри 2020 у Токіо, Японія.

#### 2020
На чемпіонаті Європи, що проходив під час пандемії коронавірусу в Мерсіні, Туреччина, здобула першу в історії Туреччини срібну нагороду у вільних вправах.

## Результати на турнірах
| Рік  | Змагання                | КБ | ІБ | Опорний стрибок | Різновисокі бруси | Колода | Вільні вправи |
| ---- | ----------------------- | -- | -- | --------------- | ----------------- | ------ | ------------- |
| 2012 | Олімпійські ігри        |    |    |                 |                   | 77     |               |
| 2016 | Кубок виклику в Мерсіні |    |    |                 |                   |        | 1             |
| 2017 | Кубок світу в Досі      |    |    |                 |                   | 6      | 5             |
| 2017 | Кубок світу в Баку      |    |    |                 |                   | 7      | 5             |
| 2017 | Чемпіонат Європи        |    |    |                 |                   |        |               |
| 2018 | Кубок світу в Досі      |    |    |                 |                   |        | 15            |
| 2018 | Кубок виклику в Копері  |    |    |                 |                   | 5      |               |
| 2018 | Кубок світу в Баку      |    |    | 8               |                   | 6      | 6             |
| 2018 | Чемпіонат Європи        |    | 30 |                 |                   |        |               |
| 2018 | Кубок виклику в Мерсіні |    |    | 3               |                   | 2      | 1             |
| 2018 | Чемпіонат світу         | 30 |    |                 |                   |        |               |
| 2019 | Чемпіонат світу         |    | 76 |                 |                   |        |               |
| 2019 | Кубок виклику в Копері  |    |    |                 |                   | 6      | 7             |
| 2019 | Кубок виклику в Мерсіні |    |    |                 |                   |        | 1             |
| 2020 | Чемпіонат Європи        | 4  |    |                 |                   |        | 2             |